# Петровка (Бериславский район)
Петровка (укр. Петрівка) — село в Нововоронцовской поселковой общине Бериславского района Херсонской области Украины.
Почтовый индекс — 74213. Телефонный код — 5533. Код КОАТУУ — 6524182503.

## Население
Население по переписи 2001 года составляло 109 человек.

### Языковой состав
Родной язык населения по данным переписи 2001 года:
| Язык       | Численность, чел. | Доля     |
| ---------- | ----------------- | -------- |
| Украинский | 106               | 97,25 %  |
| Русский    | 3                 | 2,75 %   |
| Итого      | 109               | 100,00 % |

## Местный совет
74213, Херсонская обл., Нововоронцовский р-н, с. Крещеновка, ул. Чкалова, 19